# Andréas Winding
Andréas Winding (Cagnes-sur-Mer, 2 februari 1928 - Saint-Cloud, 17 augustus 1977) was een Frans cameraman.

## Leven en werk
Tijdens zijn amper twintig jaar durende carrière verzorgde hij het camerawerk van ruim 35 films.
Winding bracht later werk van rijpe cineasten in beeld als Jean Renoir, Henri-Georges Clouzot, Jacques Tati, André Cayatte en René Clément (2 films).  
Jonge regisseurs die debuteerden (Jean-Louis Bertuccelli, debuut en twee volgende films, en Francis Girod) en toenmalige jongere regisseurs die pril werk afleverden (Edouard Molinaro met 2 films, Jacques Rouffio met 2 films en Pierre Granier-Deferre, ...) deden eveneens een beroep op zijn talent.
Zijn vrouw, Geneviève Winding (1927-2008), was filmmonteur. Zijn zoon Romain Winding (1951) is ook cameraman.
Andréas Winding overleed in 1977 op 49-jarige leeftijd.

## Filmografie (ruime selectie)
- 1958 - Une vie (Alexandre Astruc)
- 1959 - Le Déjeuner sur l'herbe (Jean Renoir)
- 1963 - Les Grands Chemins (Christian Marquand)
- 1964 - Une ravissante idiote (Edouard Molinaro)
- 1964 - La Chasse à l'homme (Edouard Molinaro)
- 1965 - La Tête du client (Jacques Poitrenaud)
- 1966 - Safari diamants (Michel Drach)
- 1967 - La Vingt-cinquième Heure (Henri Verneuil)
- 1967 - Le Grand Dadais (Pierre Granier-Deferre)
- 1967 - Playtime (Jacques Tati)
- 1968 - Remparts d'argile (Jean-Louis Bertuccelli)
- 1968 - La Prisonnière (Henri-Georges Clouzot)
- 1969 - Les Chemins de Katmandou (André Cayatte)
- 1970 - Le Passager de la pluie (René Clément)
- 1971 - Friends (Lewis Gilbert)
- 1971 - La Maison sous les arbres (René Clément)
- 1972 - Le Rempart des Béguines (Guy Casaril)
- 1972 - Paulina 1880 (Jean-Louis Bertuccelli)
- 1972 - La Scoumoune (José Giovanni)
- 1973 - Don Juan 73 (Roger Vadim)
- 1973 - L'Événement le plus important depuis que l'homme a marché sur la Lune (Jacques Demy)
- 1974 - Un amour de pluie (Jean-Claude Brialy)
- 1974 - Le Trio infernal (Francis Girod)
- 1975 - Section spéciale (Costa-Gavras)
- 1975 - Sept morts sur ordonnance (Jacques Rouffio)
- 1976 - Néa (Nelly Kaplan)
- 1977 - Violette et François (Jacques Rouffio)
- 1977 - L'Imprécateur (Jean-Louis Bertuccelli)

## Nominaties
- 1978 - L'Imprécateur: César voor beste cinematografie

- Biblioteca Nacional de España: XX1491615
- Bibliothèque nationale de France: cb14146001h (data)
- Catàleg d'autoritats de noms i títols de Catalunya: 981058515425706706
- Gemeinsame Normdatei: 140672478
- International Standard Name Identifier: 0000 0001 2124 757X
- Library of Congress Control Number: no2005007033
- Nationale Bibliotheek van Tsjechië: xx0181929
- Nationale Bibliotheek van Israël: 987007421550305171
- Nederlandse Thesaurus van Auteursnamen: 070175209
- Système universitaire de documentation: 115003495
- Virtual International Authority File: 24809922
- WorldCat: E39PBJj8VyWVvXqgxmXR6tmWXd